# Václav Roháč
Václav Roháč (* 5. dubna 1966, Valtice) je český výtvarník a ilustrátor. Pochází z Valtic na Břeclavsku, žije a tvoří převážně v Praze, někdy na Moravě.

## Ilustrační činnost
Ilustroval patnáct knih, je autorem několika komiksů a spoluautorem textu pohádkové knížky Poník jako sen. Vytvořil také ilustrace k populárně-naučnému kreslenému seriálu Pohádková vlastivěda nebo samolepky pro protidrogovou prevenci mládeže. Navrhuje obaly pro hudební nosiče a věnuje se i volné tvorbě (především olejomalba a perokresba). Svými obrázky vymaloval stěny škol i dětských oddělení nemocnic. Dlouhodobě spolupracuje s Městskou knihovnou v Šumperku. Ilustroval také populární dětskou sérii Děsné české dějiny. Od poloviny roku 2013 začal úzce spolupracovat s Národním muzeem v Praze (Národopisné muzeum - Musaion) jako ilustrátor projektů o národních zvycích.
Často zpodobňuje historická auta a techniku vůbec, což se promítlo i do zatím posledního autorského cyklu Ladění Rusic, v němž zpracovává výjevy z novodobé české historie. Při tvorbě tohoto retro cyklu se opřel o poeticky a vtipně laděný výtvarný rukopis Josefa Lady. Z tohoto projektu vznikla autorská kniha Ze svobody do svobody - sto obrazů jízdy totalitou.
V roce 2018 stvořil, v rámci volební kampaně, čtyřdílnou komiksovou sérii Pražáček Ten, která vycházela v mnoha set tisícových nákladech a stala se tak pravděpodobně nejmasověji vydávaným českým komiksem za posledních několik dekád. Volebních tiskovin vyšlo dohromady více než 2.000.000 kusů.

### Ilustrované knihy
- Jan Havelka: Cesta na Praděd, Veduta 2018
- Václav Roháč: Ze svobody do svobody, Nadační fond Holar 2017
- Marek Sobola: Od zítřka žirafy nejím, Ears&Wind Records 2016
- Za tajemstvím názvů žižkovských ulic, Praha, Milpo 2013
- Pohádky pro začínající čtenáře 1, Praha, Egmont 2012
- Pohádky pro začínající čtenáře 2, Praha, Egmont 2012
- Pohádky pro začínající čtenáře 3, Praha, Egmont 2012
- Pohádky pro začínající čtenáře 4, Praha, Egmont 2012
- Pohádky pro začínající čtenáře 5, Praha, Egmont 2012
- Pohádky pro začínající čtenáře 6, Praha, Egmont 2012
- Vladimíra Krejčí: Odporné dětství a příšerní rodiče, Praha, Egmont 2011
- Vladimíra Krejčí: Strašná škola a hrozní učitelé, Praha, Egmont 2010
- Vladimíra Krejčí: Nebohé čarodějnice a boží inkvizitoři, Praha, Egmont 2009
- Gustav Mikusch: Studnice pověstí z moravských Sudet, Štíty, Veduta 2009
- Lukáš Melník, Václav Roháč: Poník jako sen, Praha, Futura 2009